# Systariella magnioculi
Genre
Espèce
Systariella magnioculi, unique représentant du genre Systariella, est une espèce fossile d'araignées. Elle est considérée comme une Entelegynae incertae sedis.

## Distribution
Cette espèce a été découverte dans de l'ambre de la mer Baltique. Elle date du Paléogène.

## Publication originale
- Wunderlich, 2004 : Fossil spiders (Araneae) of the families Clubionidae and Miturgidae (questionable) in Baltic and Dominican amber. Beiträge zur Araneologie, vol. 3, p. 1612–1622.